# OLest
『OLest』（オレスト）は、Charisma.comの2枚目のミニアルバム。2015年7月8日にワーナーミュージック・ジャパン / Atlantic Japanから発売された。

## 概要
前作「DIStopping」から約1年1ヶ月ぶりのリリース。今作よりメジャーレーベルからのリリースとなった。
「OLest」というタイトルは「最上級のOL」を意味する造語であるほか、「ストレスを抱え込んだOLの休息（lest）」「男社会の中で働くうちに、勝気な"オレ"気質になってしまった自分に"スト"ライキ」という意味合いも後付けで加えられた。
楽曲面ではタイトルに因んで音楽活動と会社員を並行していた（当時）メンバーのOLとしての一面を切り取り、会社内でのこじれた人間関係を描いた「お局ロック」「こんがらガール」「超絶に胸が痛んでいるあなたの上司」のほか、MCいつかからDJゴンチへの叱咤が歌詞となった「やれよ。」など、より日常的な不満をベースにした楽曲が集められた。

## 収録曲
全作詞：いつか
1. やれよ。 [3:52]
作曲：いつか、守尾崇
2. お局ロック [4:17]
作曲：いつか、岩渕マサル
3. マメマメBOYがさつGIRL [2:53]
作曲：いつか、TakachenCo（The LASTTRAK）
4. アラサードリーミン [4:22]
作曲：いつか、nagomu tamaki
5. ダリぃだらりん [3:00]
作曲：いつか、塚田耕司 / 編曲：塚田耕司
6. こんがらガール [4:28]
作曲：いつか、CHRYSANTHEMUM BRIDGE / 編曲： CHRYSANTHEMUM BRIDGE
7. 超絶に胸が痛んでいるあなたの上司 [4:29]
作曲：いつか、Mr.Bipolar / 編曲：山田康人
8. 黄昏各位 [3:19]
作曲：いつか、きくっちゃん

## タイアップ
| 曲名               | タイアップ |
| ------------------ | --- |
| お局ロック         | テレビ朝日系『musicる TV』2015年7月度エンディングテーマ 読売テレビ『キューン!』2015年7月度エンディングテーマ 岩手めんこいテレビ『BEATNIKS』2015年7月度オープニングテーマ |
| アラサードリーミン | LaLa TV『私たちがプロポーズされないのには、101の理由があってだな シーズン2』主題歌                                                                                       |
| こんがらガール     | TANGLE TEEZER タイアップソング |